# اونترلوس
اونترلوس (به آلمانی: Unterlüß) یک منطقهٔ مسکونی در آلمان است که در سودهایده واقع شده‌است. اونترلوس ۳٬۴۸۶ نفر جمعیت دارد.